# Сербія на пісенному конкурсі Євробачення
Сербія дебютувала на Пісенному конкурсі «Євробачення» у 2007 році та здобула першу перемогу завдяки Марії Шерифович з піснею «Molitva». Раніше країна брала участь у складі Югославії (Соціалістичної Федеративної Республіки Югославії з 1961 по 1991 рік і Союзної Республіки Югославії 1992) і разом з Чорногорією (Сербія та Чорногорія з 2004 по 2006).

## Історія участі

### У складі Югославії
Сербія, як частина Югославії брала участь у Пісенному конкурсі «Євробачення» з 1961 по 1992 роки. Югославія стала першою та протягом трьох десятиліть єдиною соціалістичною країною, яка брала участь у конкурсі. У 1989 році країна здобула свою першу та єдину перемогу завдяки хорватському гурту Riva з піснею «Rock Me».

### Дебют та перемога
Після періоду відсутності з 1993 по 2003 рік, Сербія та Чорногорія повернулися на конкурс у 2004 році та зайняли 2-е місце з піснею «Lane moje» у виконанні Желько Йоксимовича. Після розділу Сербії та Чорногорії у 2006 році, Сербія як незалежна країна дебютувала на Євробаченні 2007 та здобула свою першу перемогу завдяки Марії Шерифович з піснею «Molitva», отримавши 268 балів. Сербія стала другою країною після Швейцарії, яка перемогла з дебютним виступом.

### 2008–2013
У 2008 році конкурс проходив у Белграді. Представницею країни стала Єлена Томашевич з композицією «Oro», яку написав Желько Йоксимович – представник Сербії та Чорногорії на Євробаченні 2004 та ведучий Євробачення 2008. У підсумку, Томашевич посіла 6-е місце та отримала 160 балів.
У 2009 році Сербія вперше не потрапила до фіналу Євробачення, коли країну представляли Марко Кон та Мілан Ніколич з піснею «Ципела». Вони зайняли 10-е місце у другому півфіналі, однак завдяки голосуванню резервного журі, до фіналу пройшла Хорватія.
У 2010 році Мілан Станкович був обраний представляти країну на конкурсі з піснею «Ovo je Balkan», музику до якої написав Горан Брегович. Станкович кваліфікувався до фіналу, посівши 5-е місце із 79 балами у першому півфіналі. У фіналі співак фінішував 13-им та отримав 72 бали. У 2011 році Ніна з піснею «Čaroban» зайняла 14-е місце у фіналі. 
У 2012 році Сербію представляв Желько Йоксимович з піснею «Nije ljubav stvar». У фіналі співак зайняв 3-є місце та отримав 214 балів, поступившись лише Росії та Швеції. 
У 2013 році гурт Moje 3 з піснею «Ljubav je svuda» фінішував 11-им у першому півфіналі та отримав 46 балів, тим самим не пройшовши до фіналу, лише на 6 балів відстаючи від Естонії. 
У листопаді 2013 року телерадіокомпанія РТС оголосила, що не братиме участі в конкурсі 2014 року посилаючись на фінансові труднощі, хоча транслювала як півфінали, так і фінал.

### 2015–2019
26 вересня 2014 року було повідомлено, що Сербія повернеться на конкурс 2015 року, який відбувся у Відні. 15 лютого 2015 року Сербія обрала свого представника завдяки шоу «Odbrojavanje za Beč», яке було національним фіналом організованим РТС. Бояна Стаменов була обрана представницею Сербії з англомовною піснею «Beauty Never Lies». Співачка посіла 9-е місце у першому півфіналі та пройшла до фіналу, де зайняла 10-е місце з 53 балами.
У 2016 році країну представляла Саня Вучич з піснею «Goodbye (Shelter)». Вона зайняла 10-е місце у другому півфіналі, пройшовши кваліфікацію. У фіналі Вучич посіла 18-е місце та отримала 115 балів.
У 2017 році Тіяна Богічевич представляла Сербію з піснею «In Too Deep». У другому півфіналі співачка посіла 11-е місце з 98 балами та не пройшла до фіналу, лише на 3 бали відстаючи від Данії.
Після перемоги у конкурсі «Beovizija», Саня Ілич та музичний гурт Balkanika були оголошені представниками країни на Євробачення 2018. У фіналі вони фінішували 19-ми зі 113 балами. 
Згодом переможницею Beovizija 2019 стала Невена Божович з піснею «Kruna». У Тель-Авіві, співачка зайняла 7-е місце у першому півфіналі та отримала 156 балів. У фіналі Божович посіла 18-е місце з 89 балами.

### 2020–2024
1 березня 2020 року дівочий гурт Hurricane переміг у Beovizija 2020 з піснею «Hasta la vista» і мав виступати на конкурсі у Роттердамі. Однак Євробачення 2020 було скасовано через пандемію COVID-19. У грудні РТС повідомив, що Hurricane залишиться представляти Сербію у 2021 році. Гурт виконав пісню «Loco Loco» у другому півфіналі та зайняв 8-е місце зі 124 балами. У фіналі країна фінішувала 15-ою та отримала 102 бали.
Наступного року був організовний новий національний відбір «Pesma za Euroviziju». Переможницею відбору стала Констракта з піснею «In Corpore Sano». У фіналі Євробачення 2022 співачка посіла 5-е місце, отримавши 312 балів. «In corpore sano» стала найуспішнішою сербською піснею на конкурсі з 2012 року та отримала артистичну нагороду Марселя Безенсона.
На початку березня 2023 року РТС організував відбір Pesma za Evroviziju '23, де переміг Люк Блек з піснею «Samo mi se spava». У Ліверпулі, Люк посів 10-е місце у першому півфіналі та фінішував 24-им із 30 очками у фіналі.
2 березня 2024 року Teya Dora з піснею «Ramonda» перемогла у відборі Pesma za Evroviziju '24. Вона зайняла 10-е місце у першому півфіналі та пройшла до фіналу, де посіла 17-е місце з 54 балами.

## Учасники Євробачення від Сербії
Умовні позначення
     Переможець
     Друге місце
     Третє місце
     Четверте місце
     П'яте місце
     Останнє місце
     Автоматичний фіналіст
     Не пройшла до фіналу
     Участь скасовано
     Не брала участі
| Рік  | Місце проведення | Виконавець                 | Пісня                                  | Мова                 | Переклад                 | Фінал                            | Фінал                            | Півфінал                         | Півфінал                         |
| Рік  | Місце проведення | Виконавець                 | Пісня                                  | Мова                 | Переклад                 | Місце                            | Бали                             | Місце                            | Бали                             |
| ---- | ---------------- | -------------------------- | -------------------------------------- | -------------------- | ------------------------ | -------------------------------- | -------------------------------- | -------------------------------- | -------------------------------- |
| 2007 | Гельсінкі        | Марія Шеріфович            | «Molitva» (Молитва)                    | сербська             | Молитва                  | 1-е                              | 268                              | 1-е                              | 298                              |
| 2008 | Белград          | Єлена Томашевич            | «Оro» (Оро)                            | сербська             | Оро (Народний танець)    | 6-е                              | 160                              | Країна-господар                  | Країна-господар                  |
| 2009 | Москва           | Марко Кон та Мілан Ніколич | «Cipela» (Ципела)                      | сербська             | Черевик                  | Не вдалося кваліфікуватися       | Не вдалося кваліфікуватися       | 10-е                             | 60                               |
| 2010 | Осло             | Мілан Станкович            | «Ovo je Balkan» (Ово је Балкан)        | сербська             | Це Балкани               | 13-е                             | 72                               | 5-е                              | 79                               |
| 2011 | Дюссельдорф      | Ніна                       | «Čaroban» (Чаробан)                    | сербська             | Чарівний                 | 14-е                             | 85                               | 8-е                              | 67                               |
| 2012 | Баку             | Желько Йоксимович          | «Nije Ljubav Stvar» (Није љубав ствар) | сербська             | Любов - це не річ        | 3-є                              | 214                              | 2-е                              | 159                              |
| 2013 | Мальме           | Moje 3                     | «Ljubav je svuda» (Љубав је свуда)     | сербська             | Кохання всюди            | Не вдалося кваліфікуватися       | Не вдалося кваліфікуватися       | 11-е                             | 46                               |
| 2014 | Копенгаген       | Не брала участі            | Не брала участі                        | Не брала участі      | Не брала участі          | Не брала участі                  | Не брала участі                  | Не брала участі                  | Не брала участі                  |
| 2015 | Відень           | Бояна Стаменов             | «Beauty Never Lies»                    | англійська           | Краса ніколи не бреше    | 10-е                             | 53                               | 9-е                              | 63                               |
| 2016 | Стокгольм        | Саня Вучич                 | «Goodbye (Shelter)»                    | англійська           | Прощавай                 | 18-е                             | 115                              | 10-е                             | 105                              |
| 2017 | Київ             | Тіяна Богічевич            | «In Too Deep»                          | англійська           | Занадто глибоко          | Не вдалося кваліфікуватися       | Не вдалося кваліфікуватися       | 11-е                             | 98                               |
| 2018 | Лісабон          | Саня Ілич та Balkanika     | «Nova deca» (Нова деца)                | сербська             | Нові діти                | 19-е                             | 113                              | 9-е                              | 117                              |
| 2019 | Тель-Авів        | Невена Божович             | «Kruna» (Круна)                        | сербська             | Корона                   | 18-е                             | 89                               | 7-е                              | 156                              |
| 2020 | Роттердам        | Hurricane                  | «Hasta la vista»                       | сербська             | До побачення             | Конкурс скасовано через COVID-19 | Конкурс скасовано через COVID-19 | Конкурс скасовано через COVID-19 | Конкурс скасовано через COVID-19 |
| 2021 | Роттердам        | Hurricane                  | «Loco Loco»                            | сербська             | Божевільний, божевільний | 15-е                             | 102                              | 8-е                              | 124                              |
| 2022 | Турин            | Констракта                 | «In Corpore Sano»                      | сербська, латинська  | У здоровому тілі         | 5-е                              | 312                              | 3-є                              | 237                              |
| 2023 | Ліверпуль        | Люк Блек                   | «Samo mi se spava» (Само ми се спава)  | сербська, англійська | Я просто хочу спати      | 24-е                             | 30                               | 10-е                             | 37                               |
| 2024 | Мальме           | Teya Dora                  | «Ramonda» (Рамонда)                    | сербська             | Рамонда                  | 17-е                             | 54                               | 10-е                             | 47                               |
| 2025 | Базель           | Принц                      | «Mila» (Мила)                          | сербська             | Дорога                   | Не вдалося кваліфікуватися       | Не вдалося кваліфікуватися       | 14-е                             | 28                               |
| 2026 |                  |                            |                                        |                      |                          |                                  |                                  |                                  |                                  |

## Країна-господар
| Рік  | Місто   | Місце             | Ведучі                              | Фото |
| ---- | ------- | ----------------- | ----------------------------------- | ---- |
| 2008 | Белград | Белградська Арена | Желько Йоксимович та Йована Янкович |      |

## Нагороди

### Премія Марселя Безансона
| Рік  | Категорія       | Виконавець      | Пісня               | Місце | Бали | Місце проведення |
| ---- | --------------- | --------------- | ------------------- | ----- | ---- | ---------------- |
| 2007 | Мистецький приз | Марія Шерифович | «Molitva» (Молитва) | 1-е   | 268  | Гельсінкі        |
| 2022 | Мистецький приз | Констракта      | «In Corpore Sano»   | 5-е   | 312  | Турин            |

### Премія Барбари Декс
| Рік  | Виконавець      | Пісня                              | Місце           | Місто проведення | Прим.  |
| ---- | --------------- | ---------------------------------- | --------------- | ---------------- | ------ |
| 2010 | Мілан Станкович | «Ovo je Balkan» (Ово је Балкан)    | 13-е            | Осло             | [ 14 ] |
| 2013 | Moje 3          | «Ljubav je svuda» (Љубав је свуда) | 11-е (півфінал) | Мальме           |        |

### Переможець від OGAE
| Рік  | Пісня               | Виконавець      | Місце | Бали | Місто проведення |
| ---- | ------------------- | --------------- | ----- | ---- | ---------------- |
| 2007 | «Molitva» (Молитва) | Марія Шерифович | 1-е   | 268  | Гельсінкі        |

## Галерея

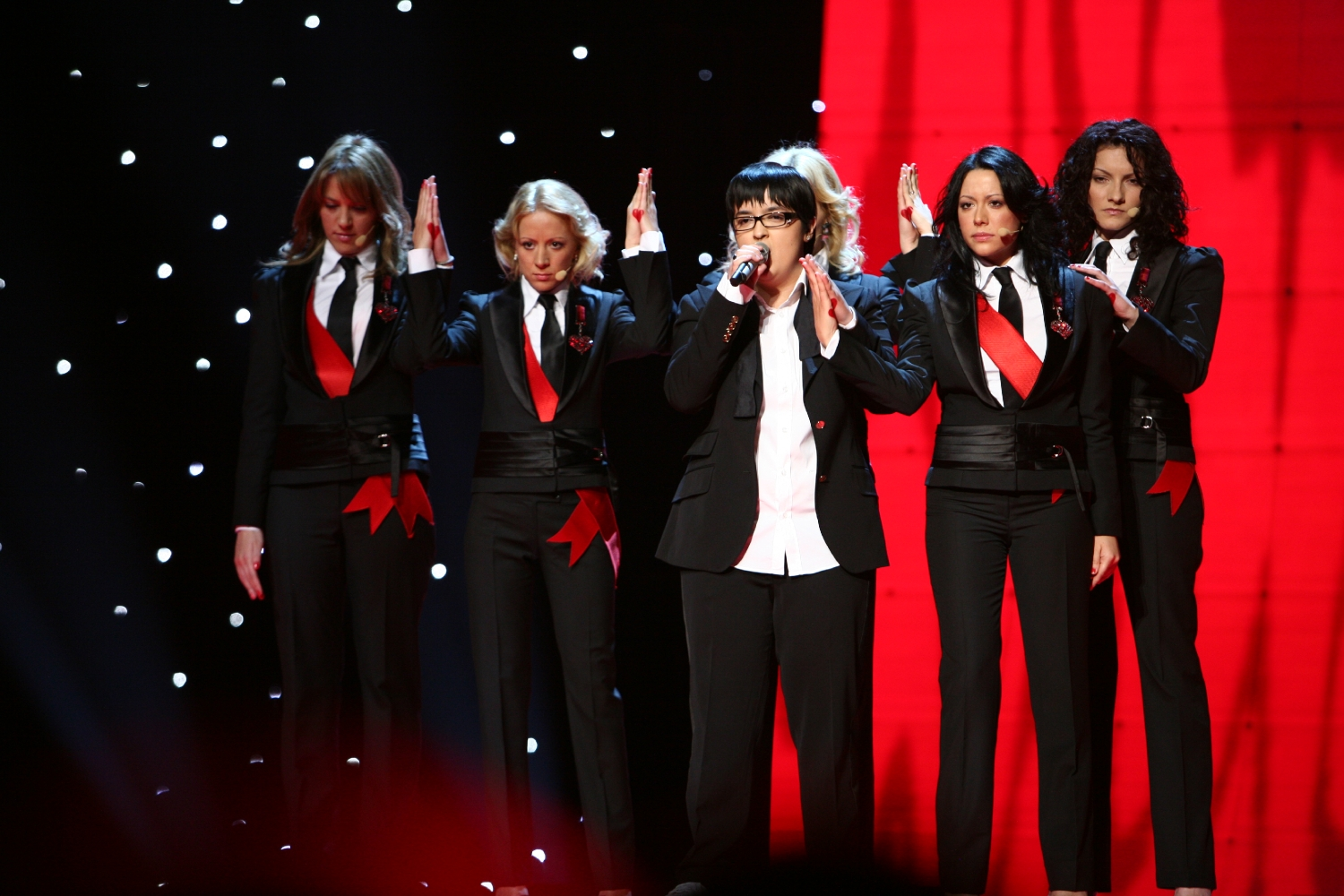
Марія Шерифович у Гельсінкі (2007)
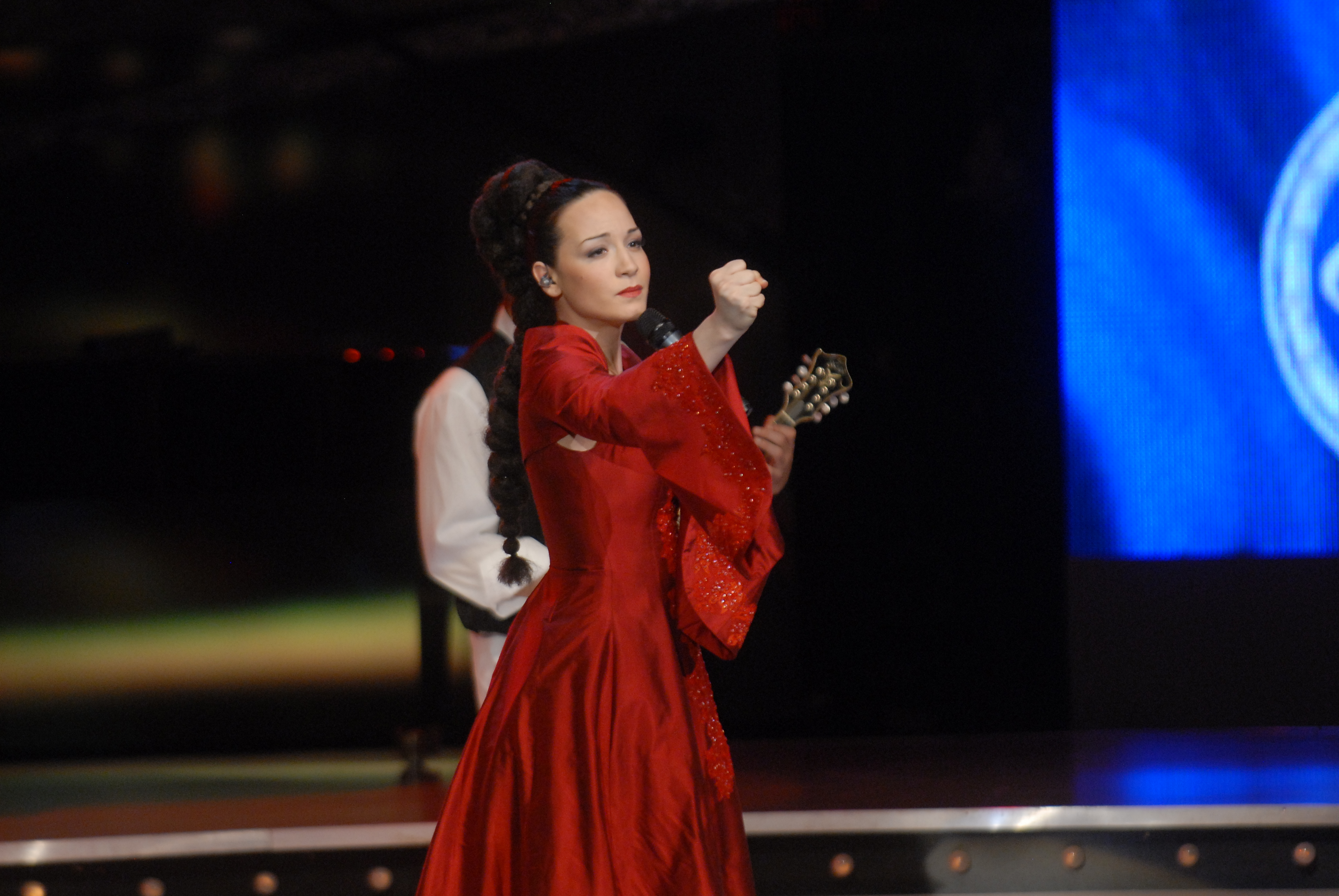
Єлена Томашевич у Белграді (2008)
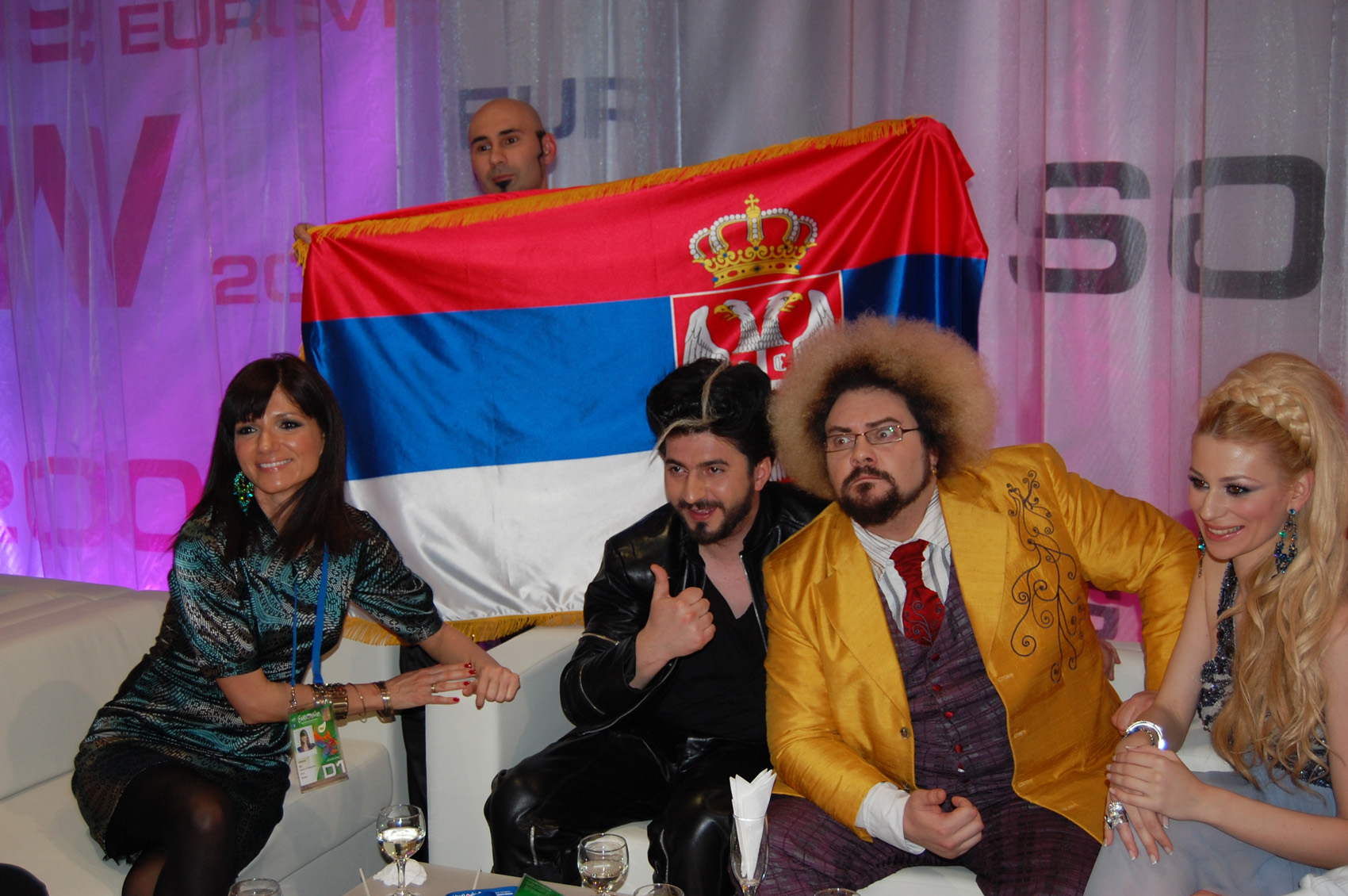
Марко Кон та Мілан Ніколіч у Москві (2009)
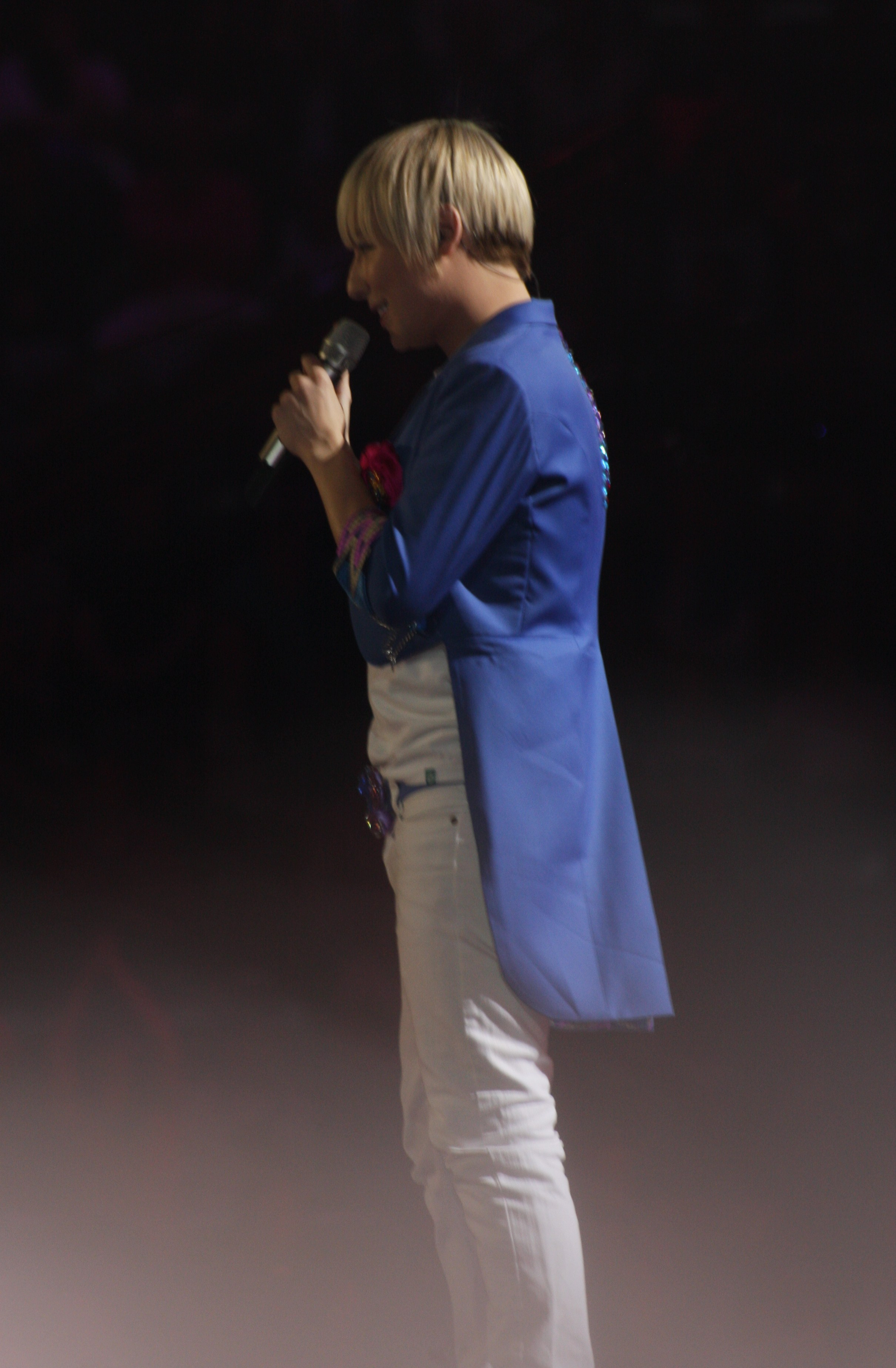
Мілан Станкович в Осло (2010)
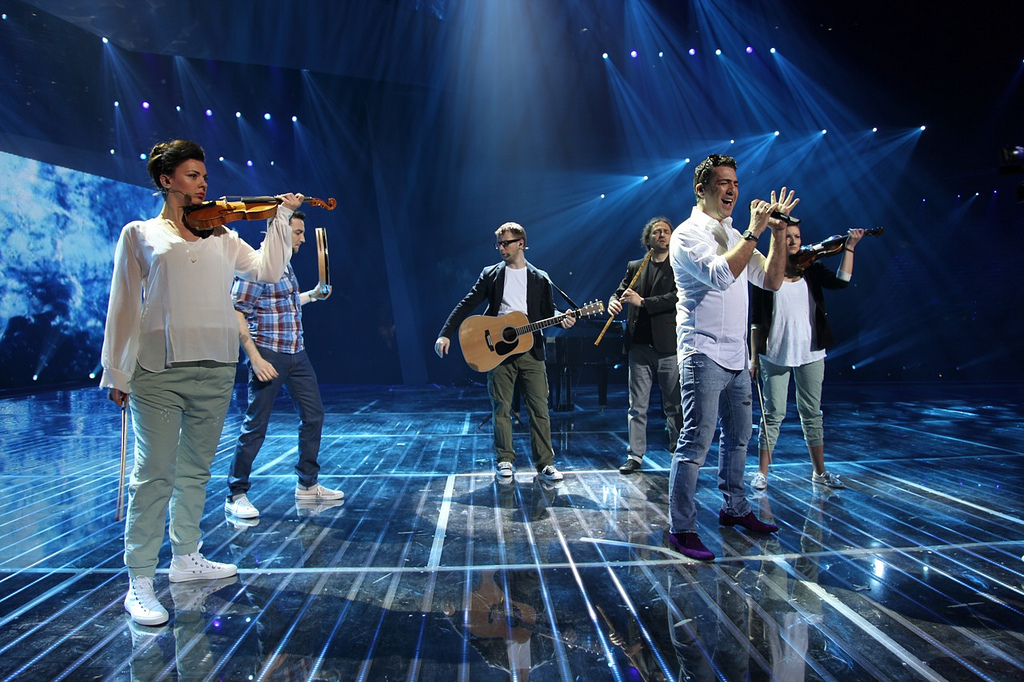
Желько Йоксимович у Баку (2012)
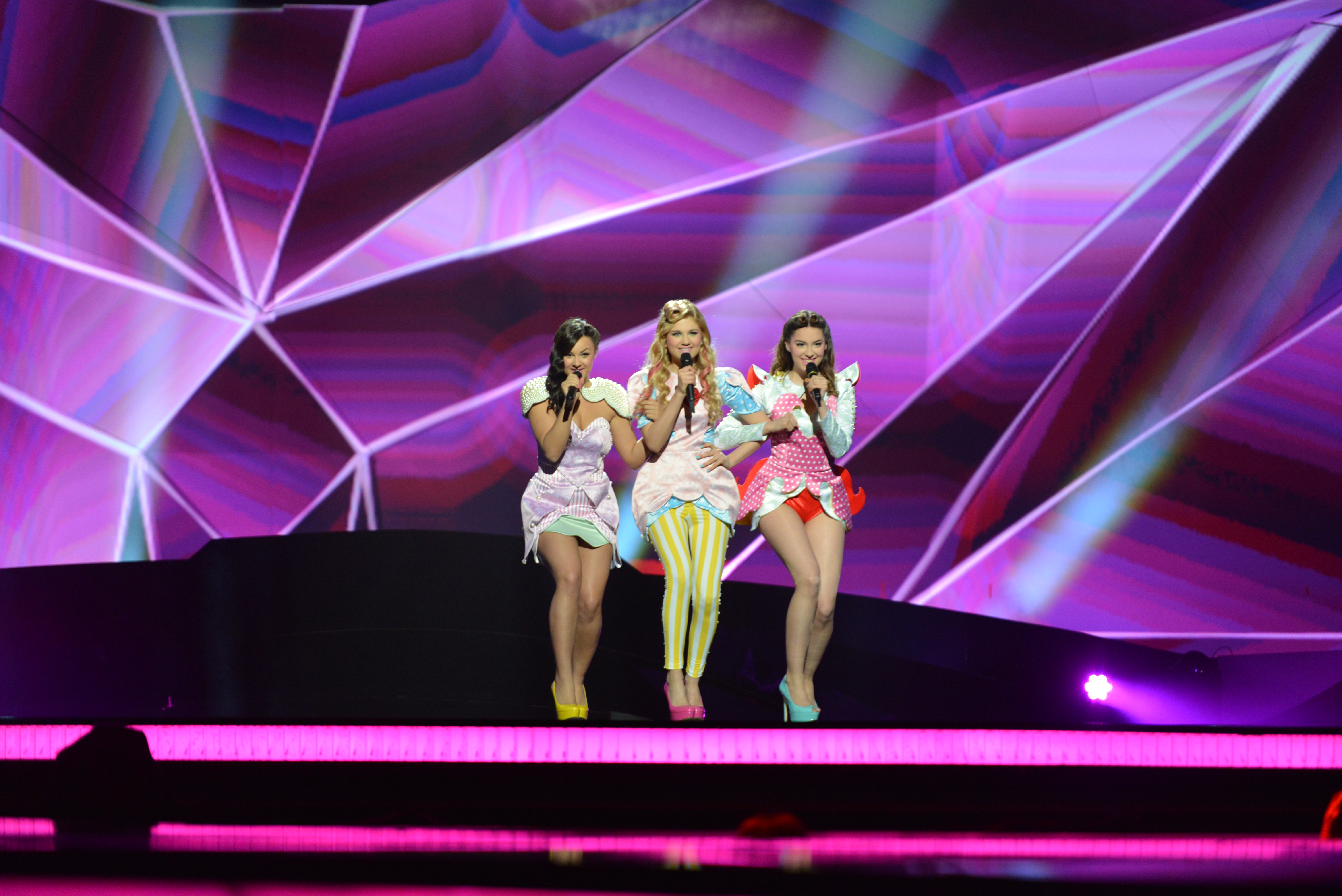
Moje 3 в Мальме (2013)
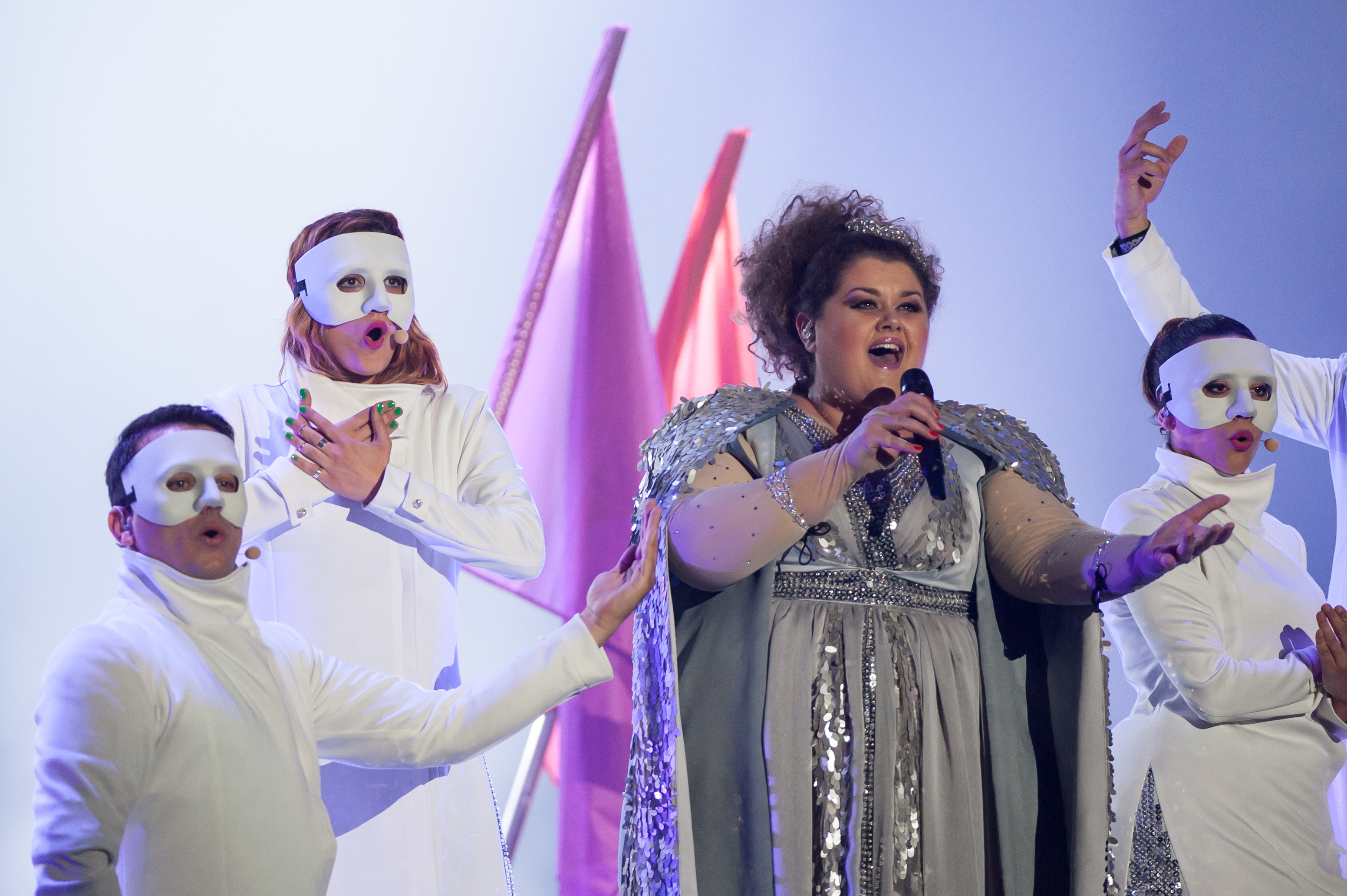
Бояна Стаменов у Відні (2015)
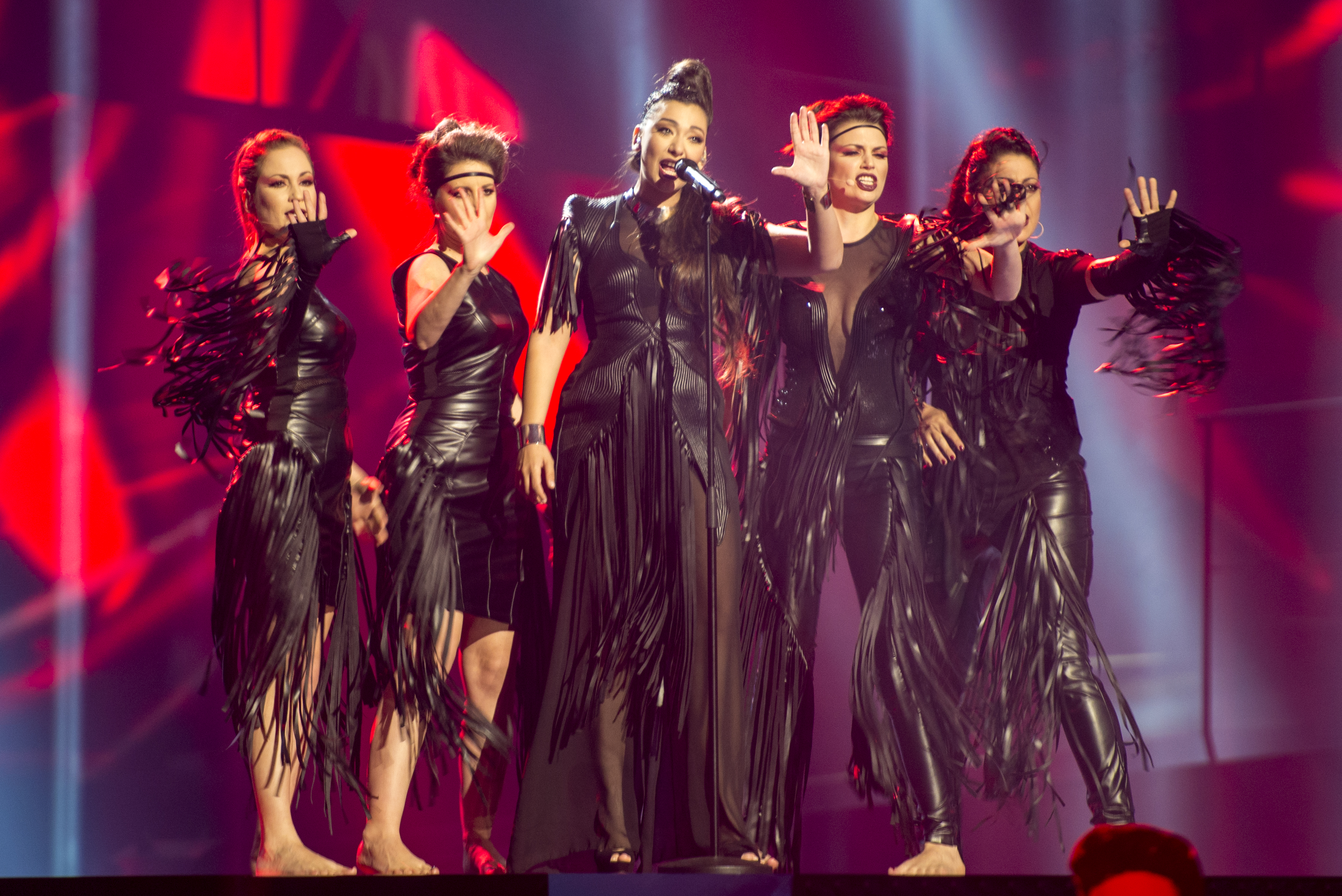
Саня Вучич у Стокгольмі (2016)
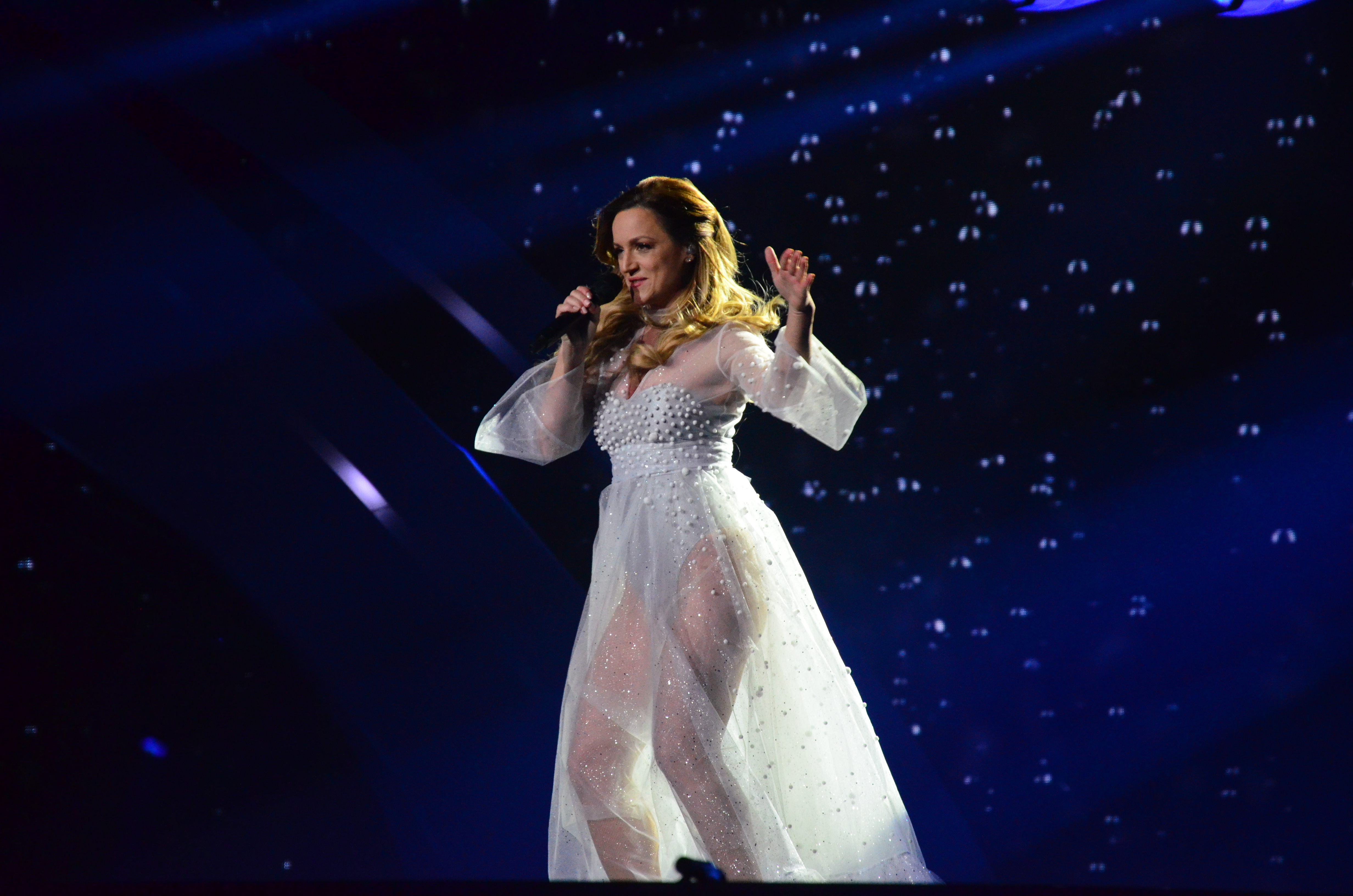
Тіяна Богічевич у Києві (2017)
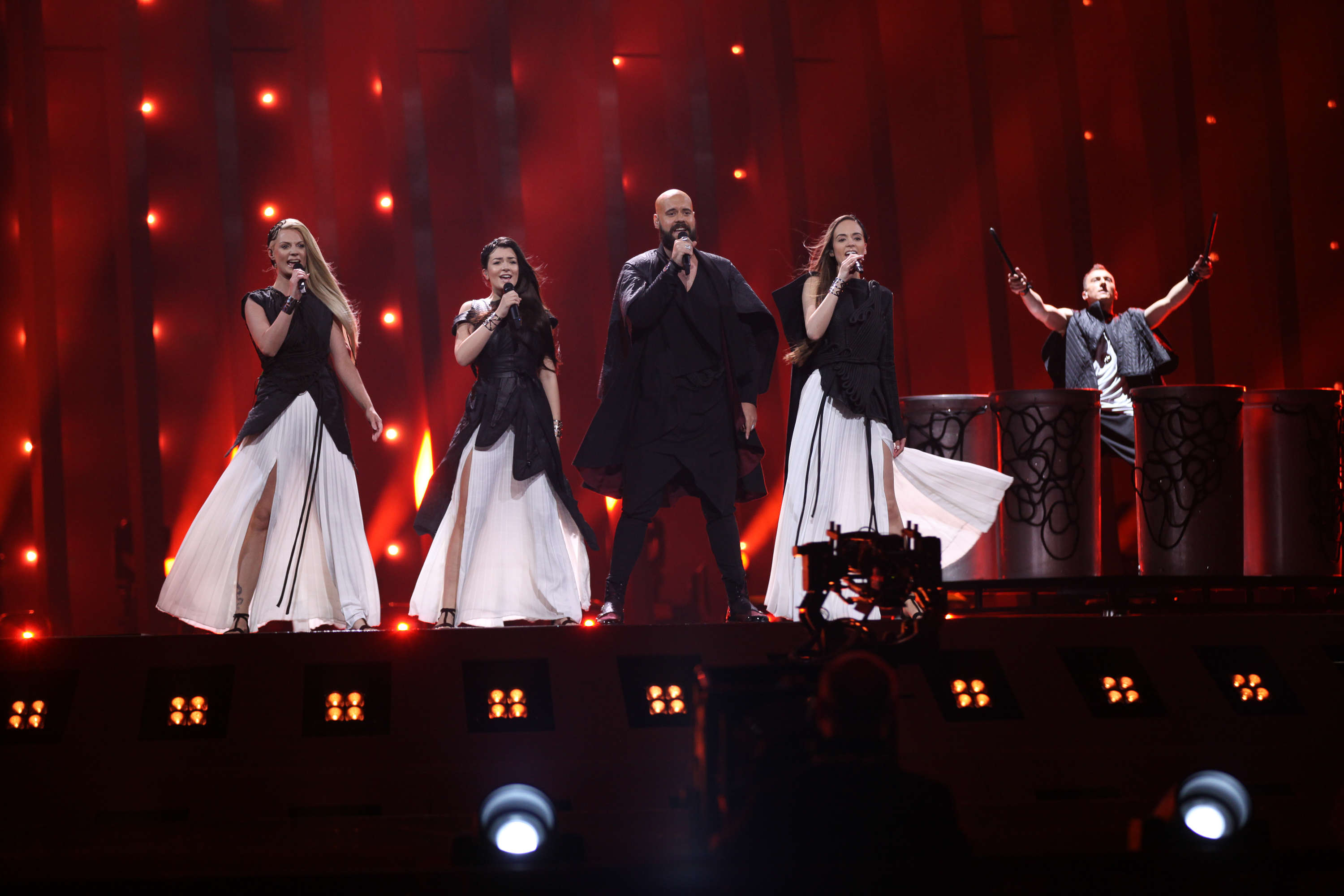
Саня Ілич та Balkanika у Лісабоні (2018)
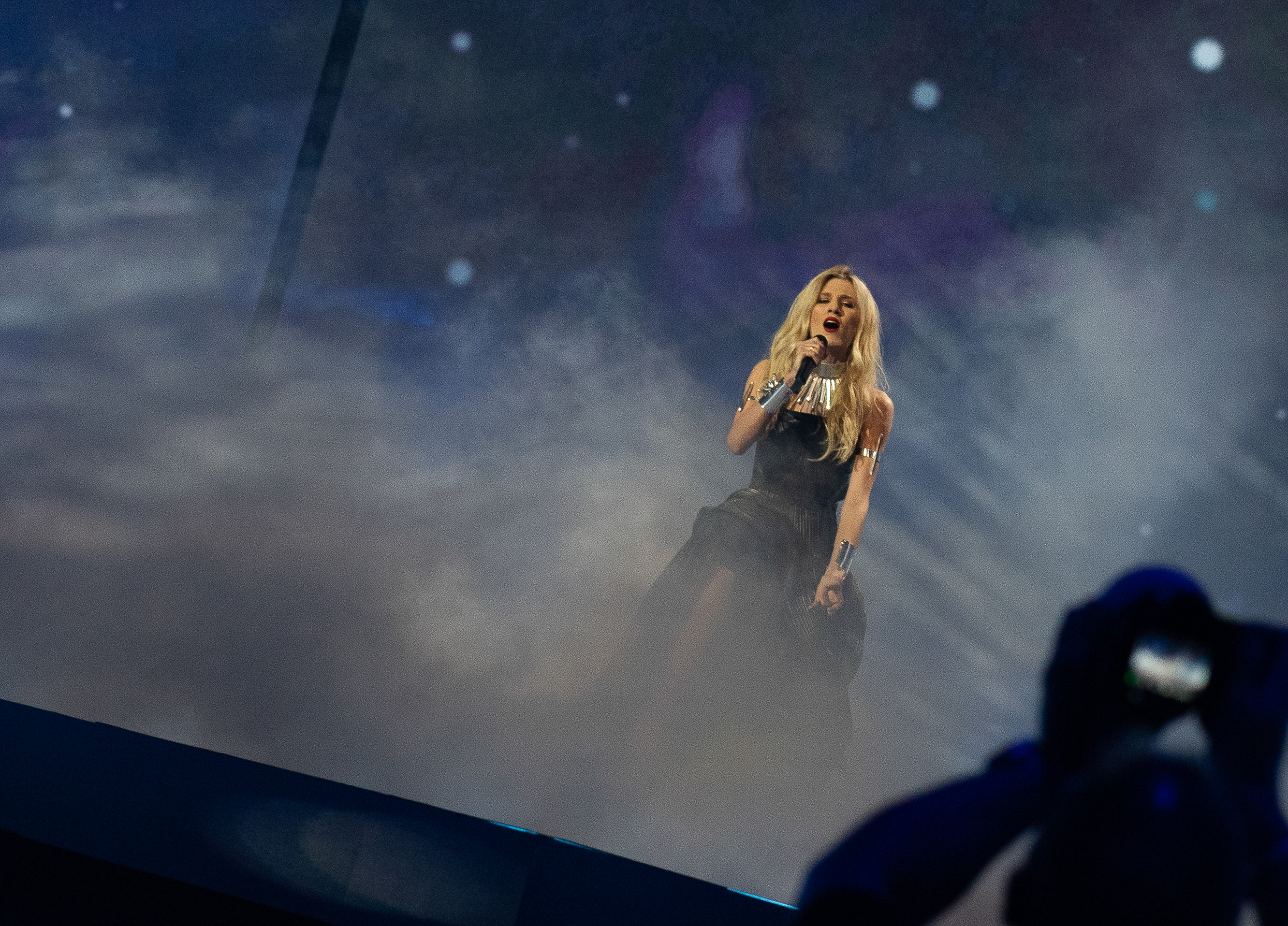
Невена Божович у Тель-Авіві (2019)
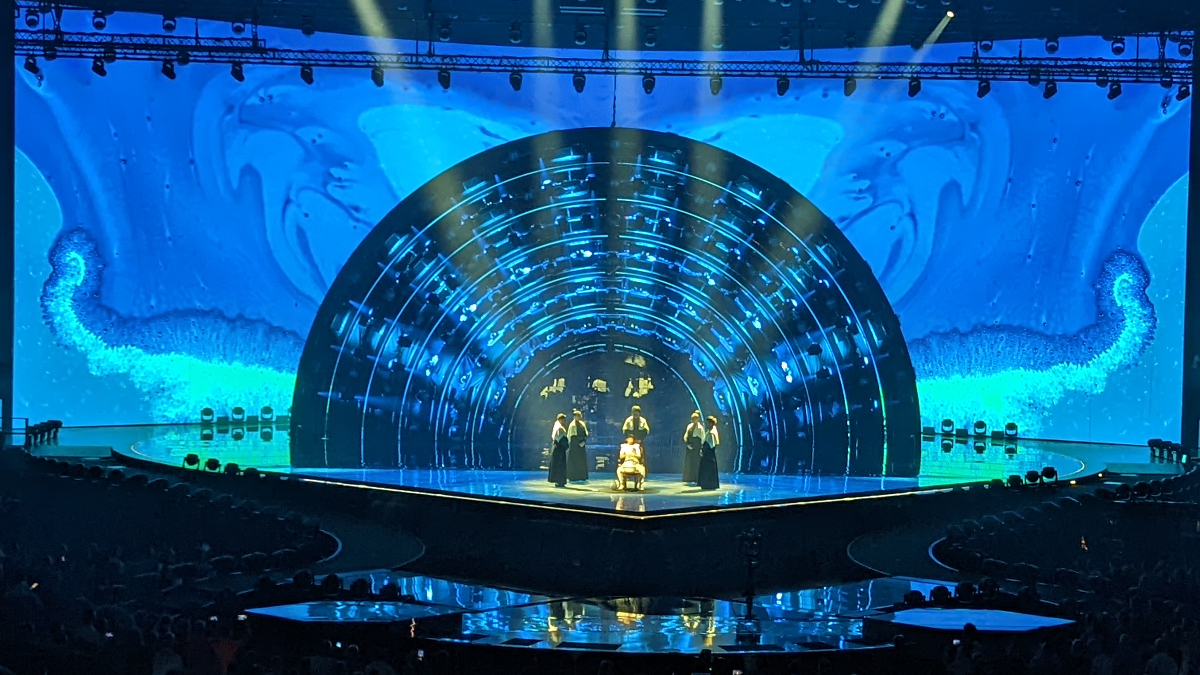
Констракта у Турині (2022)
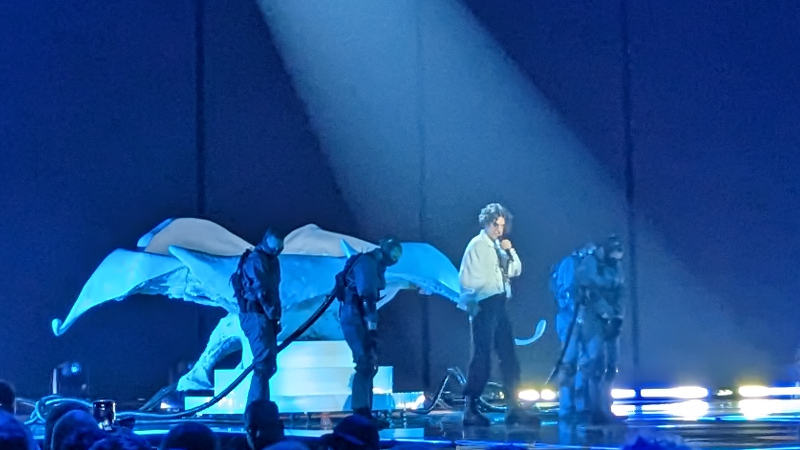
Люк Блек у Ліверпулі (2023)
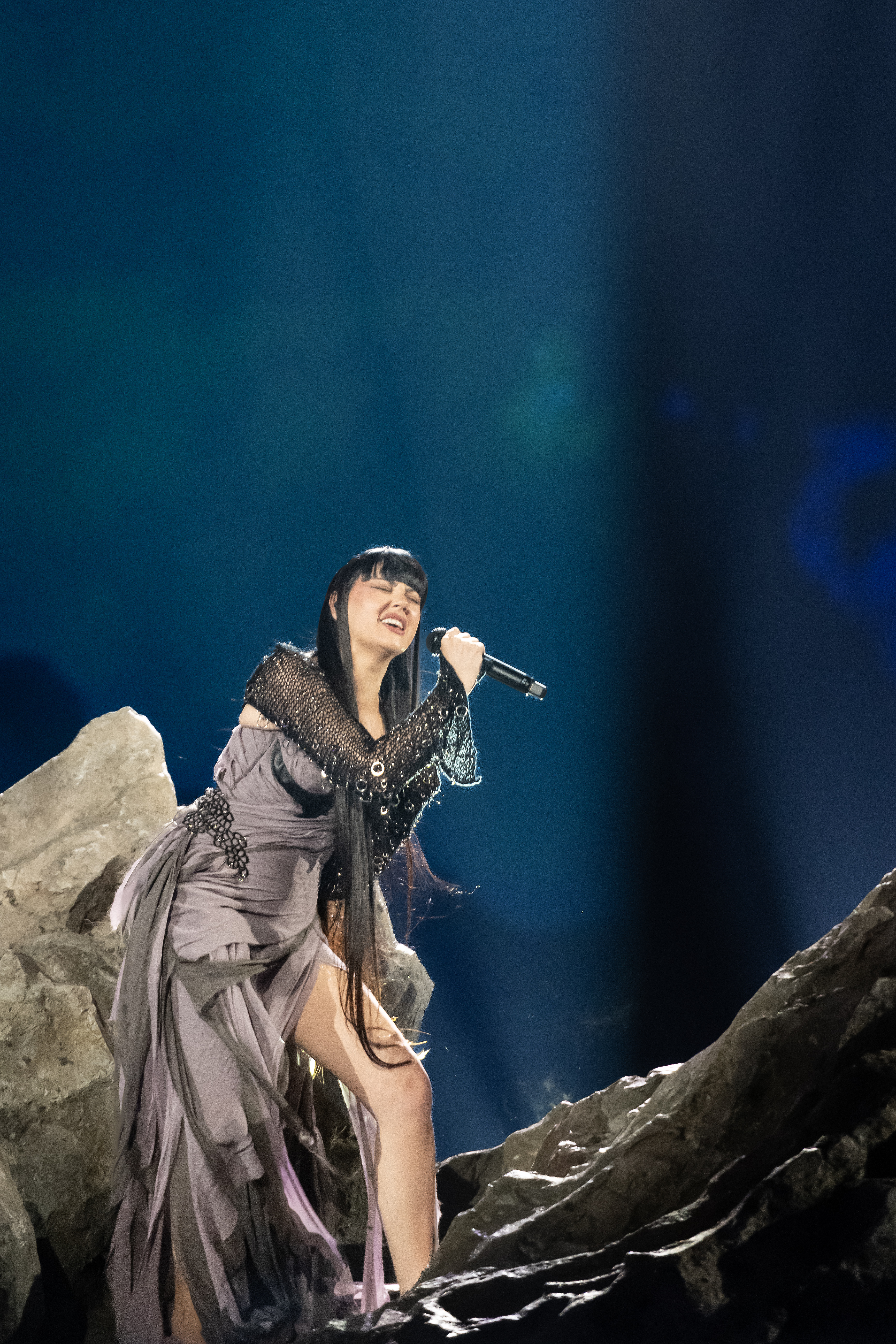
Teya Dora в Мальме (2024)

## Статистика голосувань (2007–2025)
| №  | Дано                 | Дано | Отримано             | Отримано |
| №  | Країни               | Бали | Країни               | Бали     |
| -- | -------------------- | ---- | -------------------- | -------- |
| 1  | Італія               | 96   | Хорватія             | 157      |
| 2  | Швеція               | 77   | Північна Македонія   | 150      |
| 3  | Росія                | 73   | Словенія             | 144      |
| 4  | Угорщина             | 68   | Чорногорія           | 138      |
| 5  | Україна              | 67   | Швейцарія            | 116      |
| 6  | Боснія і Герцеговина | 61   | Австрія              | 77       |
| 7  | Словенія             | 60   | Боснія і Герцеговина | 76       |
| 8  | Хорватія             | 59   | Болгарія             | 49       |
| 9  | Франція              | 57   | Швеція               | 46       |
| 10 | Греція               | 52   | Франція              | 45       |

## Нотатки
1. ↑  У 2009 році Сербія не змогла пройти до фіналу через результати голосування журі, яке кваліфікувало Хорватію